# Ayla Kisiel
Ayla Kisiel (ur. 28 czerwca 1992) – polska lekkoatletka, sprinterka.

## Kariera
Zawodniczka klubów: Bałtyk Koszalin (2006–2011) i UKS Bojary Białystok (od 2012). Trzykrotna medalistka mistrzostw Polski w sztafecie 4 x 100 metrów: złota w 2013, srebrna w 2016 i brązowa w 2012. Brązowa medalistka halowych mistrzostw Polski w biegu na 60 metrów (2013). Stawała na podium mistrzostw kraju także w kategoriach: juniorów młodszych, juniorów oraz młodzieżowców.
Podczas mistrzostw Europy juniorów (2011) polska sztafeta 4 × 100 metrów z Kisiel w składzie zajęła 4. miejsce.
Rekordy życiowe:
- bieg na 100 metrów: 11,82 (2013),
- bieg na 200 metrów: 24,61 (2013)